# Франчук Анастасія Геннадіївна
Анастасі́я Генна́діївна Франчу́к (нар. 16 лютого 1995, Іллічівськ, Одеська область, Україна) — українська художниця.

## Біографія
Народилася 16 лютого 1995 року в Іллічівську (зараз — Чорноморськ). Мати Наталія Франчук — відома волонтерка в Чорноморську.
Навчалася у художній школі. Закінчила Одеське художнє училище (2010—2014). Займалася у викладача театрально-художнього училища Оксани Віталіївни Азаренко. 2014 року переїхала до Ужгорода, де вступила на третій курс Закарпатського художнього інституту (з 2016 — академія) на спеціальність станковий живопис. На четвертому курсі почала давати уроки малювання дітям і працювати оформлювачем у Закарпатському обласному театрі ляльок «Бавка». У 2016 році стала автором святкової інсталяції в одному з провулків Ужгорода.
Закінчивши інститут, брала участь у творчих виставках у країнах Європи, Азії та США. Навчалася у засновників арт-інституту в штаті Аризона Джона й Еллі Мілан.
У січні 2017 року почала відвідувати християнський університет у США, де слухала лекції про мистецтво. Після майже чотиримісячного курсів вирушила з місіонерською школою до Непалу.
2018 року закінчила Milan Art Institute.
Член Асоціації незалежних українських митців.

## Творчість
Відома під псевдонімом Esther. Пише в змішаній техніці, використовує чорнило, колаж, олійні та акрилові фарби. Франчук відносить свої роботи до абстрактного реалізму. Серед її улюблених художників Вінсент ван Гог і Марк Шагал.
Оскільки Анастасія Франчук займається верховою їздою, вона неодноразово зображувала у своїх картинах коней.
Роботи Франчук перебувають у приватних колекціях у країнах Європи, США та Ізраїлі. Влітку 2019 року персональні виставки її робіт проходили в Києві та Ужгороді.

## Виставки
- 2009 — Charity Art Auction «Gold Of The XX century», Чорноморськ
- 2010 — Charity Art Auction «Winter Fairy Tale», Чорноморськ
- 2011 — 26 Art Expo, Bulgarian Cultural centre, Одеса
- 2016 — ILKO Gallery, Ужгород
- 2017 — MOTA Art Exhibition, Сарасота (США)
- 2018 — Ian Russell Gallery of Fine Art, Прескотт (США)
- 2018 — International plein air «Autumn Beregsas», Берегове
- 2019 — Art expo with Contemporary Art Organization «ANUM», Київ
- 2019 — «Exhibition of 21», Київ
- 2019 — «Within & Without», Ужгород[7][8]
- 2019 — I міжнародне трієнале «Мандрівна філософія», Кременчук
- 2019 — Виставка «Скарби Берегова», Берегове
- 2019 — Всеукраїнська художня виставка картин та інсталяцій «Енеїда», Полтава